# Ošelín
Ošelín è un comune della Repubblica Ceca facente parte del distretto di Tachov, nella regione di Plzeň.